# Temporada da NBA de 2013–14
A Temporada 2013–14 da NBA foi a 68ª temporada da National Basketball Association (NBA). A temporada regular começou em uma quinta-feira, 29 de outubro de 2013, com os campeões Miami Heat enfrentando o Chicago Bulls em casa. O All-Star Game da NBA de 2014 foi jogado no dia 16 de fevereiro de 2014, na New Orleans Arena em Nova Orleães. A temporada regular acabou no dia 18 de abril de 2014 e os Playoffs começaram no dia 19 de abril de 2014.

## Free agency
O período de free agency começou em 1 de Julho, 2013, com jogadores podendo assinar contratos a partir de 10 de Julho, após o período de assinatura da Restricted free agents.

## Mudanças de treinador
| Pré-temporada        | Pré-temporada     | Pré-temporada     |
| Time                 | Temporada 2012–13 | Temporada 2013–14 |
| -------------------- | ----------------- | ----------------- |
| Atlanta Hawks        | Larry Drew        | Mike Budenholzer  |
| Boston Celtics       | Doc Rivers        | Brad Stevens      |
| Brooklyn Nets        | P. J. Carlesimo   | Jason Kidd        |
| Charlotte Bobcats    | Mike Dunlap       | Steve Clifford    |
| Cleveland Cavaliers  | Byron Scott       | Mike Brown        |
| Denver Nuggets       | George Karl       | Brian Shaw        |
| Detroit Pistons      | Lawrence Frank    | Maurice Cheeks    |
| Los Angeles Clippers | Vinny Del Negro   | Doc Rivers        |
| Memphis Grizzlies    | Lionel Hollins    | David Joerger     |
| Milwaukee Bucks      | Jim Boylan        | Larry Drew        |
| Philadelphia 76ers   | Doug Collins      | Brett Brown       |
| Phoenix Suns         | Lindsey Hunter    | Jeff Hornacek     |
| Sacramento Kings     | Keith Smart       | Mike Malone       |

### Pré-temporada
- Em 18 de Abril de 2013, Byron Scott foi demitido pelo Cleveland Cavaliers após três anos com a equipe.[2]

- Em 18 de Abril de 2013, Lawrence Frank foi demitido pelo Detroit Pistons após dois anos com a equipe.[3]

- Em 18 de Abril de 2013, Doug Collins se demitiu do Philadelphia 76ers após três anos com a equipe.[4]

- Em 22 de Abril de 2013, o Phoenix Suns demitiu o GM Lance Blanks após três anos com a equipe.[5]

- Em 23 de Abril de 2013, Mike Dunlap foi demitido pelo Charlotte Bobcats após uma temporada com a equipe.[6]

- Em 24 de Abril de 2013, Mike Brown foi recontratado pelo Cleveland Cavaliers como treinador.[7]

- Em 1 de Maio de 2013, o Milwaukee Bucks anunciou que o treinador interino, Jim Boylan, não retornaria como treinador.[8]

- Em 5 de Maio de 2013, o Brooklyn Nets anunciou que o treinador interino, P. J. Carlesimo, não retornaria como treinador.[9]

- Em 7 de Maio de 2013, o Phoenix Suns anunciou que o antigo general manager do Boston Celtics, Ryan McDonough, seria o novo general manager da equipe.[10]

- Em 21 de Maio de 2013, o Los Angeles Clippers anunciou que Vinny Del Negro não retornaria como treinador após três anos com a equipe.[11]

- Em 21 de Maio de 2013, o Toronto Raptors anunciou que o GM Bryan Colangelo não retornaria como general manager após muitas temporadas com a equipe.

- Em 28 de Maio de 2013, o Phoenix Suns substituiu o treinador interino, Lindsey Hunter, pelo antigo jogador dos Suns e assistente técnico do Utah Jazz Jeff Hornacek.

- Em 28 de Maio de 2013, o Atlanta Hawks substituiu Larry Drew, o qual não teve o contrato renovado, pelo antigo assistente técnico do San Antonio Spurs Mike Budenholzer.[12]

- Em 31 de Maio de 2013, o Sacramento Kings anunciou que Keith Smart não retornaria como treinador para 2013–14.[13]

- Em 31 de Maio de 2013, o Milwaukee Bucks anunciou que Larry Drew substituiria Jim Boylan como treinador.[14]

- Em 2 de Junho de 2013, o Sacramento Kings anunciou que Mike Malone será o treinador da equipe para a temporada 2013–14.[15]

- Em 6 de Junho de 2013, o Denver Nuggets anunciou que George Karl não retornaria como treinador em 2013–14.[16]

- Em 10 de Junho de 2013, o Memphis Grizzlies anunciou que Lionel Hollins não retornaria como treinador em 2013–14.[17]

- Em 10 de Junho de 2013, o Detroit Pistons anunciou que Maurice Cheeks será o treinador da equipe para a temporada 2013–14.[18]

- Em 12 de Junho de 2013, o Brooklyn Nets anunciou que Jason Kidd será o treinador da equipe para a temporada 2013–14.[19]

- Em 25 de Junho de 2013, o Denver Nuggets anunciou que Brian Shaw será o treinador da equipe para a temporada 2013–14.[20]

- Em 25 de Junho de 2013, a NBA aprovou uma troca de Doc Rivers, do Boston Celtics para os Los Angeles Clippers por uma escolha desprotegida de primeiro round do Draft de 2015, que incluiu uma clausa anti-troca, que proíbe Clippers e Celtics de fazerem trocas entre si, incluindo de jogadores, durante a temporada 2013-14.[21]

- Em 27 de Junho de 2013, o Memphis Grizzlies anunciou que David Joerger será o treinador da equipe para a temporada 2013–14.[22]

## Pré-temporada
A pré-temporada começou no dia 4 de outubro de 2013 e durou até o dia 25 de outubro de 2013. No começo de março de 2013, o comissário da NBA David Stern anunciou que os jogos de pré-temporada da NBA seriam realizados pela primeira vez em Manila, Filipinas em 10 de Outubro, entre o Houston Rockets e Indiana Pacers na Mall of Asia Arena em Pasay. E no Rio de Janeiro, Brasil, na HSBC Arena, entre o Chicago Bulls e o Washington Wizards.

## Temporada regular
A temporada regular começou no dia 29 de outubro de 2013, com os campeões de 2012-13, Miami Heat, sendo os mandantes de quadra contra o Chicago Bulls. A temporada regular acabou no dia 16 de abril de 2014.

### Classificação

#### Por divisão
| Divisão do Atlântico | V  | D  | PCT  | JA   | Casa  | Fora  | Div  | J  |
| -------------------- | -- | -- | ---- | ---- | ----- | ----- | ---- | -- |
| 3-Toronto Raptors    | 48 | 34 | 58,5 | 0,0  | 26–15 | 22–19 | 11–5 | 82 |
| 6-Brooklyn Nets      | 44 | 38 | 53,7 | 4,0  | 28–13 | 16–25 | 9–7  | 82 |
| New York Knicks      | 37 | 45 | 45,1 | 11,0 | 19–22 | 18–23 | 10–6 | 82 |
| Boston Celtics       | 25 | 57 | 30,5 | 23,0 | 16–25 | 9–32  | 5–11 | 82 |
| Philadelphia 76ers   | 19 | 63 | 23,2 | 29,0 | 10–31 | 9–32  | 5–11 | 82 |

| Divisão Central     | V  | D  | PCT  | JA   | Casa  | Fora  | Div  | J  |
| ------------------- | -- | -- | ---- | ---- | ----- | ----- | ---- | -- |
| 1-Indiana Pacers    | 56 | 26 | 68,3 | 0,0  | 35–6  | 21–20 | 12–4 | 82 |
| 4-Chicago Bulls     | 48 | 34 | 58,5 | 8,0  | 27–14 | 21–20 | 11–5 | 82 |
| Cleveland Cavaliers | 33 | 49 | 40,2 | 23,0 | 19–22 | 14–27 | 7–9  | 82 |
| Detroit Pistons     | 29 | 53 | 35,4 | 27,0 | 17–24 | 12–29 | 6–10 | 82 |
| Milwaukee Bucks     | 15 | 67 | 18,3 | 41,0 | 10–31 | 5–36  | 4–12 | 82 |

| Divisão Sudeste      | V  | D  | PCT  | JA   | Casa  | Fora  | Div  | J  |
| -------------------- | -- | -- | ---- | ---- | ----- | ----- | ---- | -- |
| 2-Miami Heat         | 54 | 28 | 65,9 | 0,0  | 32–9  | 22–19 | 12–4 | 82 |
| 5-Washington Wizards | 44 | 38 | 53,7 | 10,0 | 22–19 | 22–19 | 10–6 | 82 |
| 7-Charlotte Bobcats  | 43 | 39 | 52,4 | 11,0 | 25–16 | 18–23 | 6–10 | 82 |
| 8-Atlanta Hawks      | 38 | 44 | 46,3 | 16,0 | 24–17 | 14–27 | 8–8  | 82 |
| Orlando Magic        | 23 | 59 | 28,0 | 31,0 | 19–22 | 4–37  | 4–12 | 82 |

| Divisão Noroeste         | V  | D  | PCT  | JA   | Casa  | Fora  | Div  | J  |
| ------------------------ | -- | -- | ---- | ---- | ----- | ----- | ---- | -- |
| 2-Oklahoma City Thunder  | 59 | 23 | 72,0 | 0,0  | 34–7  | 25–16 | 11–5 | 82 |
| 5-Portland Trail Blazers | 54 | 28 | 65,9 | 5,0  | 31–10 | 23–18 | 13–3 | 82 |
| Minnesota Timberwolves   | 40 | 42 | 48,8 | 19,0 | 24–17 | 16–25 | 7–9  | 82 |
| Denver Nuggets           | 36 | 46 | 43,9 | 23,0 | 22–19 | 14–27 | 5–11 | 82 |
| Utah Jazz                | 25 | 57 | 30,5 | 34,0 | 16–25 | 9–32  | 4–12 | 82 |

| Divisão do Pacífico     | V  | D  | PCT  | JA   | Casa  | Fora  | Div  | J  |
| ----------------------- | -- | -- | ---- | ---- | ----- | ----- | ---- | -- |
| 3-Los Angeles Clippers  | 57 | 25 | 69,5 | 0,0  | 34–7  | 23–18 | 12–4 | 82 |
| 6-Golden State Warriors | 51 | 31 | 62,2 | 6,0  | 27–14 | 24–17 | 11–5 | 82 |
| Phoenix Suns            | 48 | 34 | 58,5 | 9,0  | 26–15 | 22–19 | 8–8  | 82 |
| Sacramento Kings        | 28 | 54 | 34,1 | 29,0 | 17–24 | 11–30 | 3–13 | 82 |
| Los Angeles Lakers      | 27 | 55 | 32,9 | 30,0 | 14–27 | 13–28 | 6–10 | 82 |

| Divisão Sudoeste     | V  | D  | PCT  | JA   | Casa  | Fora  | Div  | J  |
| -------------------- | -- | -- | ---- | ---- | ----- | ----- | ---- | -- |
| 1-San Antonio Spurs  | 62 | 20 | 75,6 | 0,0  | 32–9  | 30–11 | 12–4 | 82 |
| 4-Houston Rockets    | 54 | 28 | 65,9 | 8,0  | 33–8  | 21–20 | 11–5 | 82 |
| 7-Memphis Grizzlies  | 50 | 32 | 61,0 | 12,0 | 27–14 | 23–18 | 4–12 | 82 |
| 8-Dallas Mavericks   | 49 | 33 | 59,8 | 13,0 | 26–15 | 23–18 | 9–7  | 82 |
| New Orleans Pelicans | 34 | 48 | 41,5 | 28,0 | 22–19 | 12–29 | 4–12 | 82 |

#### Por conferência
| #  | Conferência Leste   | Conferência Leste | Conferência Leste | Conferência Leste | Conferência Leste | Conferência Leste |
| #  | Time                | V                 | D                 | PCT               | JA                | J                 |
| -- | ------------------- | ----------------- | ----------------- | ----------------- | ----------------- | ----------------- |
| 1  | Indiana Pacers      | 56                | 26                | 68,3              | 0,0               | 82                |
| 2  | Miami Heat          | 54                | 28                | 65,9              | 2,0               | 82                |
| 3  | Toronto Raptors     | 48                | 34                | 58,5              | 8,0               | 82                |
| 4  | Chicago Bulls       | 48                | 34                | 58,5              | 8,0               | 82                |
| 5  | Washington Wizards  | 44                | 38                | 53,7              | 12,0              | 82                |
| 6  | Brooklyn Nets       | 44                | 38                | 53,7              | 12,0              | 82                |
| 7  | Charlotte Bobcats   | 43                | 39                | 52,4              | 13,0              | 82                |
| 8  | Atlanta Hawks       | 38                | 44                | 46,3              | 18,0              | 82                |
|    |                     |                   |                   |                   |                   |                   |
| 9  | New York Knicks     | 37                | 45                | 45,1              | 19,0              | 82                |
| 10 | Cleveland Cavaliers | 33                | 49                | 40,2              | 23,0              | 82                |
| 11 | Detroit Pistons     | 23                | 53                | 35,4              | 27,0              | 82                |
| 12 | Boston Celtics      | 25                | 57                | 30,5              | 31,0              | 82                |
| 13 | Orlando Magic       | 23                | 59                | 28,0              | 33,0              | 82                |
| 14 | Philadelphia 76ers  | 19                | 63                | 23,2              | 37,0              | 82                |
| 15 | Milwaukee Bucks     | 15                | 67                | 18,3              | 41,0              | 82                |

| #  | Conferência Oeste      | Conferência Oeste | Conferência Oeste | Conferência Oeste | Conferência Oeste | Conferência Oeste |
| #  | Time                   | V                 | D                 | PCT               | JA                | J                 |
| -- | ---------------------- | ----------------- | ----------------- | ----------------- | ----------------- | ----------------- |
| 1  | San Antonio Spurs      | 62                | 20                | 75,6              | 0,0               | 82                |
| 2  | Oklahoma City Thunder  | 59                | 23                | 72,0              | 3,0               | 82                |
| 3  | Los Angeles Clippers   | 57                | 25                | 69,5              | 5,0               | 82                |
| 4  | Houston Rockets        | 54                | 28                | 65,9              | 8,0               | 82                |
| 5  | Portland Trail Blazers | 54                | 28                | 65,9              | 8,0               | 82                |
| 6  | Golden State Warriors  | 51                | 31                | 62,2              | 11,0              | 82                |
| 7  | Memphis Grizzlies      | 50                | 32                | 61,0              | 12,0              | 82                |
| 8  | Dallas Mavericks       | 49                | 33                | 59,8              | 13,0              | 82                |
|    |                        |                   |                   |                   |                   |                   |
| 9  | Phoenix Suns           | 48                | 34                | 58,5              | 14,0              | 82                |
| 10 | Minnesota Timberwolves | 40                | 42                | 48,8              | 22,0              | 82                |
| 11 | Denver Nuggets         | 36                | 46                | 43,9              | 26,0              | 82                |
| 12 | New Orleans Pelicans   | 34                | 48                | 41,5              | 28,0              | 82                |
| 13 | Sacramento Kings       | 28                | 54                | 34,1              | 34,0              | 82                |
| 14 | Los Angeles Lakers     | 27                | 55                | 32,9              | 35,0              | 82                |
| 15 | Utah Jazz              | 25                | 57                | 30,5              | 37,0              | 82                |

Atualizada em 16 de Abril.

## Líderes de estatísticas

### Individuais
| Categoria                  | Jogador          | Time                   | Estatística |
| -------------------------- | ---------------- | ---------------------- | ----------- |
| Pontos por partida         | Kevin Durant     | Oklahoma City Thunder  | 32.0        |
| Rebotes por partida        | DeAndre Jordan   | Los Angeles Clippers   | 13.6        |
| Assistências por partida   | Chris Paul       | Los Angeles Clippers   | 10.7        |
| Roubadas por partida       | Chris Paul       | Los Angeles Clippers   | 2.48        |
| Bloqueios por partida      | Anthony Davis    | New Orleans Pelicans   | 2.82        |
| Perdas de bola por partida | Stephen Curry    | Golden State Warriors  | 3.8         |
| Minutos por partida        | Carmelo Anthony  | New York Knicks        | 38.7        |
| FG%                        | DeAndre Jordan   | Los Angeles Clippers   | 67.6%       |
| FT%                        | Brian Roberts    | New Orleans Pelicans   | 94.0%       |
| 3FG%                       | Kyle Korver      | Atlanta Hawks          | 47.2%       |
| Eficiência por partida     | Kevin Durant     | Oklahoma City Thunder  | 31.8        |
| Double-doubles             | Kevin Love       | Minnesota Timberwolves | 65          |
| Triple-doubles             | Lance Stephenson | Indiana Pacers         | 5           |

### Maiores estatísticas em uma única partida
| Categoria    | Jogador                 | Estatística |
| ------------ | ----------------------- | ----------- |
| Pontos       | Carmelo Anthony         | 62          |
| Rebotes      | Timofey Mozgov          | 29          |
| Assistências | Brandon Jennings        | 18          |
| Assistências | Rajon Rondo             | 18          |
| Roubadas     | Michael Carter-Williams | 9           |
| Três pontos  | Trevor Ariza            | 10          |
| Três pontos  | Joe Johnson             | 10          |
| Três pontos  | C. J. Miles             | 10          |
| Três pontos  | Chandler Parsons        | 10          |
| Três pontos  | Terrence Ross           | 10          |
| Três pontos  | J. R. Smith             | 10          |
| Bloqueios    | Anthony Davis           | 9           |
| Bloqueios    | DeAndre Jordan          | 9           |

### Por time
| Categoria                          | Time                   | Estatística |
| ---------------------------------- | ---------------------- | ----------- |
| Pontos por partida                 | Los Angeles Clippers   | 107.93      |
| Rebotes por partida                | Portland Trail Blazers | 46.44       |
| Assistências por partida           | San Antonio Spurs      | 25.17       |
| Roubos por partida                 | Philadelphia 76ers     | 9.33        |
| Bloqueios por partida              | New Orleans Pelicans   | 6.38        |
| Tentativas de bloqueio por partida | Philadelphia 76ers     | 6.80        |
| Percas de bola por partida         | Philadelphia 76ers     | 16.88       |
| Faltas por partida                 | Denver Nuggets         | 23.05       |
| FG%                                | Miami Heat             | 50.1%       |
| FT%                                | Portland Trail Blazers | 81.46%      |
| 3FG%                               | San Antonio Spurs      | 39.73%      |
| +/-                                | San Antonio Spurs      | 7.72        |

## Prêmios
- Most Valuable Player: Kevin Durant, Oklahoma City Thunder.[23]
- Defensive Player of the Year: Joakim Noah, Chicago Bulls.[24]
- Rookie of the Year: Michael Carter-Williams , Philadelphia 76ers.[25]
- Sixth Man of the Year: Jamal Crawford, Los Angeles Clippers.[26]
- Most Improved Player: Goran Dragić, Phoenix Suns.[27]
- Coach of the Year: Gregg Popovich, San Antonio Spurs.[28]
- Executive of the Year: Robert Canterbury Buford, San Antonio Spurs.[29]
- Sportsmanship Award: Mike Conley, Jr., Memphis Grizzlies.[30]
- J. Walter Kennedy Citizenship Award: Luol Deng, Cleveland Cavaliers.[31]
- Twyman–Stokes Teammate of the Year Award: Shane Battier, Miami Heat.[32]

| - All-NBA First Team: - Kevin Durant, Oklahoma City Thunder - LeBron James, Miami Heat - Joakim Noah, Chicago Bulls - James Harden, Houston Rockets - Chris Paul, Los Angeles Clippers | - All-NBA Second Team: - Blake Griffin, Los Angeles Clippers - Kevin Love, Minnesota Timberwolves - Dwight Howard, Houston Rockets - Stephen Curry, Golden State Warriors - Tony Parker, San Antonio Spurs | - All-NBA Third Team: - Paul George, Indiana Pacers - LaMarcus Aldridge, Portland Trail Blazers - Al Jefferson, Charlotte Bobcats - Goran Dragić, Phoenix Suns - Damian Lillard, Portland Trail Blazers |

| - NBA All-Defensive First Team: - Paul George, Indiana Pacers - Serge Ibaka, Oklahoma City Thunder - Joakim Noah, Chicago Bulls - Andre Iguodala, Golden State Warriors - Chris Paul, Los Angeles Clippers | - NBA All-Defensive Second Team: - Kawhi Leonard, San Antonio Spurs - LeBron James, Miami Heat - Roy Hibbert, Indiana Pacers - Jimmy Butler, Chicago Bulls - Patrick Beverley, Houston Rockets |

| - NBA All-Rookie First Team: - Michael Carter-Williams, Philadelphia 76ers - Victor Oladipo, Orlando Magic - Trey Burke, Utah Jazz - Mason Plumlee, Brooklyn Nets - Tim Hardaway Jr., New York Knicks | - NBA All-Rookie Second Team: - Kelly Olynyk, Boston Celtics - Giannis Antetokounmpo, Milwaukee Bucks - Gorgui Dieng, Minnesota Timberwolves - Cody Zeller, Charlotte Bobcats - Steven Adams, Oklahoma City Thunder |

### Jogadores da semana
| Semana            | Conferência Leste                                  | Conferência Oeste                                | Ref.   |
| ----------------- | -------------------------------------------------- | ------------------------------------------------ | ------ |
| Out. 29 – Nov. 3  | Michael Carter-Williams (Philadelphia 76ers) (1/1) | Kevin Love (Minnesota Timberwolves) (1/2)        | [ 36 ] |
| Nov. 4 – Nov. 10  | Paul George (Indiana Pacers) (1/2)                 | Markieff Morris (Phoenix Suns) (1/1)             | [ 37 ] |
| Nov. 11 – Nov. 17 | LeBron James (Miami Heat) (1/2)                    | Blake Griffin (Los Angeles Clippers) (1/3)       | [ 38 ] |
| Nov. 18 – Nov. 24 | John Wall (Washington Wizards) (1/2)               | LaMarcus Aldridge (Portland Trail Blazers) (1/3) | [ 39 ] |
| Nov. 25 – Dez. 1  | LeBron James (Miami Heat) (2/2)                    | Kevin Durant (Oklahoma City Thunder) (1/6)       | [ 40 ] |
| Dez. 2 – Dez. 8   | Jordan Crawford (Boston Celtics) (1/1)             | LaMarcus Aldridge (Portland Trail Blazers) (2/3) | [ 41 ] |
| Dez. 9 – Dez. 15  | Kyrie Irving (Cleveland Cavaliers) (1/1)           | LaMarcus Aldridge (Portland Trail Blazers) (3/3) | [ 42 ] |
| Dez. 16 – Dez. 22 | Dwyane Wade (Miami Heat) (1/1)                     | Blake Griffin (Los Angeles Clippers) (2/3)       | [ 43 ] |
| Dez. 23 – Dez. 29 | Chris Bosh (Miami Heat) (1/1)                      | Kevin Durant (Oklahoma City Thunder) (2/6)       | [ 44 ] |
| Dez. 30 – Jan. 5  | Thaddeus Young (Philadelphia 76ers) (1/1)          | David Lee (Golden State Warriors) (1/1)          | [ 45 ] |
| Jan. 6 – Jan. 12  | Carmelo Anthony (New York Knicks) (1/2)            | DeMarcus Cousins (Sacramento Kings) (1/1)        | [ 46 ] |
| Jan. 13 – Jan. 19 | Paul George (Indiana Pacers) (2/2)                 | Kevin Durant (Oklahoma City Thunder) (3/6)       | [ 47 ] |
| Jan. 20 – Jan. 26 | Paul Millsap (Atlanta Hawks) (1/1)                 | Kevin Durant (Oklahoma City Thunder) (4/6)       | [ 48 ] |
| Jan. 27 – Fev. 2  | Kyle Lowry (Toronto Raptors) (1/1)                 | Goran Dragić (Phoenix Suns) (1/1)                | [ 49 ] |
| Fev. 3 – Fev. 9   | Jared Sullinger (Boston Celtics) (1/1)             | Kevin Durant (Oklahoma City Thunder) (5/6)       | [ 50 ] |
| Fev. 18 – Fev. 23 | Kemba Walker (Charlotte Bobcats) (1/1)             | Kevin Love (Minnesota Timberwolves) (2/2)        | [ 51 ] |
| Fev. 24 – Mar. 2  | John Wall (Washington Wizards) (2/2)               | James Harden (Houston Rockets) (1/2)             | [ 52 ] |
| Mar. 3 – Mar. 9   | Carmelo Anthony (New York Knicks) (2/2)            | James Harden (Houston Rockets) (2/2)             | [ 53 ] |
| Mar. 10 – Mar. 16 | Al Jefferson (Charlotte Bobcats) (1/2)             | Blake Griffin (Los Angeles Clippers) (3/3)       | [ 54 ] |
| Mar. 17 – Mar. 23 | Joe Johnson (Brooklyn Nets) (1/1)                  | Kevin Durant (Oklahoma City Thunder) (6/6)       | [ 55 ] |
| Mar. 24 – Mar. 30 | Nikola Vučević (Orlando Magic) (1/1)               | Tim Duncan (San Antonio Spurs) (1/1)             | [ 56 ] |
| Mar. 31 – Abr. 6  | Al Jefferson (Charlotte Bobcats) (2/2)             | Dirk Nowitzki (Dallas Mavericks) (1/1)           | [ 57 ] |
| Abr. 7 – Abr. 13  | Jeff Teague (Atlanta Hawks) (1/1)                  | Monta Ellis (Dallas Mavericks) (1/1)             |        |

### Jogadores do mês
| Mês                | Conferência Leste                       | Conferência Oeste                           | Ref.   |
| ------------------ | --------------------------------------- | ------------------------------------------- | ------ |
| Outubro – Novembro | Paul George (Indiana Pacers) (1/1)      | Kevin Durant (Oklahoma City Thunder) (1/4)  | [ 58 ] |
| Dezembro           | LeBron James (Miami Heat) (1/2)         | Kevin Durant (Oklahoma City Thunder) (2/4)  | [ 59 ] |
| Janeiro            | Carmelo Anthony (New York Knicks) (1/1) | Kevin Durant (Oklahoma City Thunder) (3/4)  | [ 60 ] |
| Fevereiro          | LeBron James (Miami Heat) (2/2)         | Blake Griffin (Los Angeles Clippers) (1/1)  | [ 61 ] |
| Março              | Al Jefferson (Charlotte Bobcats) (1/2)  | Kevin Durant (Oklahoma City Thunder) (4/4)  | [ 62 ] |
| Abril              | Al Jefferson (Charlotte Bobcats) (2/2)  | Stephen Curry (Golden State Warriors) (1/1) | [ 63 ] |

### Novatos do mês
| Mês                | Conferência Leste                                  | Conferência Oeste                           | Ref.   |
| ------------------ | -------------------------------------------------- | ------------------------------------------- | ------ |
| Outubro – Novembro | Michael Carter-Williams (Philadelphia 76ers) (1/4) | Ben McLemore (Sacramento Kings) (1/1)       | [ 64 ] |
| Dezembro           | Victor Oladipo (Orlando Magic) (1/2)               | Trey Burke (Utah Jazz) (1/3)                | [ 65 ] |
| Janeiro            | Michael Carter-Williams (Philadelphia 76ers) (2/4) | Trey Burke (Utah Jazz) (2/3)                | [ 66 ] |
| Fevereiro          | Victor Oladipo (Orlando Magic) (2/2)               | Nick Calathes (Memphis Grizzlies) (1/1)     | [ 67 ] |
| Março              | Michael Carter-Williams (Philadelphia 76ers) (3/4) | Gorgui Dieng (Minnesota Timberwolves) (1/1) | [ 68 ] |
| Abril              | Michael Carter-Williams (Philadelphia 76ers) (4/4) | Trey Burke (Utah Jazz) (3/3)                | [ 69 ] |

### Técnicos do mês
| Mês                | Conferência Leste                        | Conferência Oeste                           | Ref.   |
| ------------------ | ---------------------------------------- | ------------------------------------------- | ------ |
| Outubro – Novembro | Frank Vogel (Indiana Pacers) (1/1)       | Terry Stotts (Portland Trail Blazers) (1/1) | [ 70 ] |
| Dezembro           | Dwane Casey (Toronto Raptors) (1/1)      | Jeff Hornacek (Phoenix Suns) (1/1)          | [ 71 ] |
| Janeiro            | Jason Kidd (Brooklyn Nets) (1/2)         | David Joerger (Memphis Grizzlies) (1/2)     | [ 72 ] |
| Fevereiro          | Erik Spoelstra (Miami Heat) (1/1)        | Kevin McHale (Houston Rockets) (1/1)        | [ 73 ] |
| Março              | Jason Kidd (Brooklyn Nets) (2/2)         | Gregg Popovich (San Antonio Spurs) (1/1)    | [ 74 ] |
| Abril              | Steve Clifford (Charlotte Bobcats) (1/1) | David Joerger (Memphis Grizzlies) (2/2)     | [ 75 ] |

## Pós-temporada
Os playoffs NBA 2014 começaram no dia 19 de abril de 2014, enquanto que as Finais, começarão no início de junho de 2014. A ESPN transmitiu as Finais da Conferência Leste e o SPACE transmitiu as Finais da Conferência Oeste.

### Playoffs
|  | Primeira rodada   | Primeira rodada | Primeira rodada |               |    | Semifinais de Conferência | Semifinais de Conferência | Semifinais de Conferência |  |  | Finais de Conferência | Finais de Conferência | Finais de Conferência |  |  | Finais da NBA | Finais da NBA | Finais da NBA |  |
|  |                   |                 |                 |               |    |                           |                           |                           |  |  |                       |                       |                       |  |  |               |               |               |  |
|  | 1                 | Indiana*        | 4               |               |    |                           |                           |                           |  |  |                       |                       |                       |  |  |               |               |               |  |
|  | 1                 | Indiana*        | 4               |               |    |                           |                           |                           |  |  |                       |                       |                       |  |  |               |               |               |  |
|  | 8                 | Atlanta         | 3               |               |    |                           |                           |                           |  |  |                       |                       |                       |  |  |               |               |               |  |
|  | 8                 | Atlanta         | 3               |               | 1  | Indiana                   | 4                         |                           |  |  |                       |                       |                       |  |  |               |               |               |  |
|  |                   |                 |                 |               | 1  | Indiana                   | 4                         |                           |  |  |                       |                       |                       |  |  |               |               |               |  |
|  |                   |                 | 5               | Washington    | 2  |                           |                           |                           |  |  |                       |                       |                       |  |  |               |               |               |  |
|  | 4                 | Chicago         | 5               | Washington    | 2  | 1                         |                           |                           |  |  |                       |                       |                       |  |  |               |               |               |  |
|  | 4                 | Chicago         |                 |               |    |                           |                           |                           |  |  |                       |                       |                       |  |  |               |               |               |  |
|  | 5                 | Washington      | 4               |               |    |                           |                           |                           |  |  |                       |                       |                       |  |  |               |               |               |  |
|  | 5                 | Washington      | 4               |               | 1  | Indiana                   | 2                         |                           |  |  |                       |                       |                       |  |  |               |               |               |  |
|  | Conferência Leste |                 |                 |               | 1  | Indiana                   | 2                         |                           |  |  |                       |                       |                       |  |  |               |               |               |  |
|  |                   |                 | 2               | Miami         | 4  |                           |                           |                           |  |  |                       |                       |                       |  |  |               |               |               |  |
|  | 2                 | Miami*          | 2               | Miami         | 4  | 4                         |                           |                           |  |  |                       |                       |                       |  |  |               |               |               |  |
|  | 2                 | Miami*          |                 |               |    |                           |                           |                           |  |  |                       |                       |                       |  |  |               |               |               |  |
|  | 7                 | Charlotte       | 0               |               |    |                           |                           |                           |  |  |                       |                       |                       |  |  |               |               |               |  |
|  | 7                 | Charlotte       | 0               |               | 2  | Miami                     | 4                         |                           |  |  |                       |                       |                       |  |  |               |               |               |  |
|  |                   |                 |                 |               | 2  | Miami                     | 4                         |                           |  |  |                       |                       |                       |  |  |               |               |               |  |
|  |                   |                 | 6               | Brooklyn      | 1  |                           |                           |                           |  |  |                       |                       |                       |  |  |               |               |               |  |
|  | 3                 | Toronto*        | 6               | Brooklyn      | 1  | 3                         |                           |                           |  |  |                       |                       |                       |  |  |               |               |               |  |
|  | 3                 | Toronto*        |                 |               |    |                           |                           |                           |  |  |                       |                       |                       |  |  |               |               |               |  |
|  | 6                 | Brooklyn        | 4               |               |    |                           |                           |                           |  |  |                       |                       |                       |  |  |               |               |               |  |
|  | 6                 | Brooklyn        | 4               |               | L2 | Miami                     | 1                         |                           |  |  |                       |                       |                       |  |  |               |               |               |  |
|  |                   |                 |                 |               |    |                           |                           |                           |  |  |                       |                       |                       |  |  |               |               |               |  |
|  |                   |                 | O1              | San Antonio   | 4  |                           |                           |                           |  |  |                       |                       |                       |  |  |               |               |               |  |
|  | 1                 | San Antonio*    | O1              | San Antonio   | 4  | 4                         |                           |                           |  |  |                       |                       |                       |  |  |               |               |               |  |
|  | 1                 | San Antonio*    |                 |               |    |                           |                           |                           |  |  |                       |                       |                       |  |  |               |               |               |  |
|  | 8                 | Dallas          | 3               |               |    |                           |                           |                           |  |  |                       |                       |                       |  |  |               |               |               |  |
|  | 8                 | Dallas          | 3               |               | 1  | San Antonio               | 4                         |                           |  |  |                       |                       |                       |  |  |               |               |               |  |
|  |                   |                 |                 |               | 1  | San Antonio               | 4                         |                           |  |  |                       |                       |                       |  |  |               |               |               |  |
|  |                   |                 | 5               | Portland      | 1  |                           |                           |                           |  |  |                       |                       |                       |  |  |               |               |               |  |
|  | 4                 | Houston         | 5               | Portland      | 1  | 2                         |                           |                           |  |  |                       |                       |                       |  |  |               |               |               |  |
|  | 4                 | Houston         |                 |               |    |                           |                           |                           |  |  |                       |                       |                       |  |  |               |               |               |  |
|  | 5                 | Portland        | 4               |               |    |                           |                           |                           |  |  |                       |                       |                       |  |  |               |               |               |  |
|  | 5                 | Portland        | 4               |               | 1  | San Antonio               | 4                         |                           |  |  |                       |                       |                       |  |  |               |               |               |  |
|  | Conferência Oeste |                 |                 |               | 1  | San Antonio               | 4                         |                           |  |  |                       |                       |                       |  |  |               |               |               |  |
|  |                   |                 | 2               | Oklahoma City | 2  |                           |                           |                           |  |  |                       |                       |                       |  |  |               |               |               |  |
|  | 2                 | Oklahoma City*  | 2               | Oklahoma City | 2  | 4                         |                           |                           |  |  |                       |                       |                       |  |  |               |               |               |  |
|  | 2                 | Oklahoma City*  |                 |               |    |                           |                           |                           |  |  |                       |                       |                       |  |  |               |               |               |  |
|  | 7                 | Memphis         | 3               |               |    |                           |                           |                           |  |  |                       |                       |                       |  |  |               |               |               |  |
|  | 7                 | Memphis         | 3               |               | 2  | Oklahoma City             | 4                         |                           |  |  |                       |                       |                       |  |  |               |               |               |  |
|  |                   |                 |                 |               | 2  | Oklahoma City             | 4                         |                           |  |  |                       |                       |                       |  |  |               |               |               |  |
|  |                   |                 | 3               | L.A. Clippers | 2  |                           |                           |                           |  |  |                       |                       |                       |  |  |               |               |               |  |
|  | 3                 | L.A. Clippers*  | 3               | L.A. Clippers | 2  | 4                         |                           |                           |  |  |                       |                       |                       |  |  |               |               |               |  |
|  | 3                 | L.A. Clippers*  |                 |               |    |                           |                           |                           |  |  |                       |                       |                       |  |  |               |               |               |  |
|  | 6                 | Golden State    | 3               |               |    |                           |                           |                           |  |  |                       |                       |                       |  |  |               |               |               |  |

Legendas:
*: Vencedor da Divisão

Negrito: Vencedor da série

Itálico: Time com vantagem de mando de quadra

### Finais
| 5 de junho 21:00 | Relatório | Miami Heat 95, San Antonio Spurs 110                 | Miami Heat 95, San Antonio Spurs 110 | Miami Heat 95, San Antonio Spurs 110                                 |  | AT&T Center, San Antonio Público: 18 501 Árbitros: Scott Foster, Marc Davis, Ken Mauer | ABC |
| 5 de junho 21:00 | Relatório | Placar por quarto: 20-26, 29-28, 29-20, 17-36        |                                      |                                                                      |  | AT&T Center, San Antonio Público: 18 501 Árbitros: Scott Foster, Marc Davis, Ken Mauer | ABC |
| 5 de junho 21:00 | Relatório | Pts: LeBron James 25 Rbts: Chris Bosh 9 Asts: Cole 5 |                                      | Pts: Tim Duncan 21 Rbts: Duncan, Diaw 10 cada Asts: Manu Ginóbili 11 |  | AT&T Center, San Antonio Público: 18 501 Árbitros: Scott Foster, Marc Davis, Ken Mauer | ABC |

| 8 de junho 20:00 | Relatório | Miami Heat 98, San Antonio Spurs 96                                    | Miami Heat 98, San Antonio Spurs 96 | Miami Heat 98, San Antonio Spurs 96                         |  | AT&T Center, San Antonio Público: 18 501 Árbitros: Dan Crawford, James Capers, Jason Phillips | ABC |
| 8 de junho 20:00 | Relatório | Placar por quarto: 19-26, 24-17, 34-35, 21-18                          |                                     |                                                             |  | AT&T Center, San Antonio Público: 18 501 Árbitros: Dan Crawford, James Capers, Jason Phillips | ABC |
| 8 de junho 20:00 | Relatório | Pts: LeBron James 35 Rbts: LeBron James 10 Asts: Wade, Chalmers 4 cada |                                     | Pts: Tony Parker 21 Rbts: Tim Duncan 15 Asts: Tony Parker 7 |  | AT&T Center, San Antonio Público: 18 501 Árbitros: Dan Crawford, James Capers, Jason Phillips | ABC |

| 10 de junho 21:00 | Relatório | San Antonio Spurs 111, Miami Heat 92                                | San Antonio Spurs 111, Miami Heat 92 | San Antonio Spurs 111, Miami Heat 92                                       |  | American Airlines Arena, Miami Público: 19 900 Árbitros: Monty McCutchen, Tony Brothers, Zach Zarba | ABC |
| 10 de junho 21:00 | Relatório | Placar por quarto: 41-25, 30-25, 15-25, 25-17                       |                                      |                                                                            |  | American Airlines Arena, Miami Público: 19 900 Árbitros: Monty McCutchen, Tony Brothers, Zach Zarba | ABC |
| 10 de junho 21:00 | Relatório | Pts: Kawhi Leonard 29 Rbts: Tim Duncan 6 Asts: Parker, Mills 4 cada |                                      | Pts: James, Wade 22 cada Rbts: James, Andersen 5 cada Asts: LeBron James 7 |  | American Airlines Arena, Miami Público: 19 900 Árbitros: Monty McCutchen, Tony Brothers, Zach Zarba | ABC |

| 12 de junho 21:00 | Relatório | San Antonio Spurs 107, Miami Heat 86                            | San Antonio Spurs 107, Miami Heat 86 | San Antonio Spurs 107, Miami Heat 86                             |  | American Airlines Arena, Miami Público: 19 900 Árbitros: Scott Foster, Mike Callahan, Bill Kennedy | ABC |
| 12 de junho 21:00 | Relatório | Placar por quarto: 26-17, 29-19, 26-21, 26-29                   |                                      |                                                                  |  | American Airlines Arena, Miami Público: 19 900 Árbitros: Scott Foster, Mike Callahan, Bill Kennedy | ABC |
| 12 de junho 21:00 | Relatório | Pts: Kawhi Leonard 20 Rbts: Kawhi Leonard 14 Asts: Boris Diaw 9 |                                      | Pts: LeBron James 28 Rbts: LeBron James 8 Asts: Mario Chalmers 5 |  | American Airlines Arena, Miami Público: 19 900 Árbitros: Scott Foster, Mike Callahan, Bill Kennedy | ABC |

| 15 de junho 20:00 | Relatório | Miami Heat 87, San Antonio Spurs 104                            | Miami Heat 87, San Antonio Spurs 104 | Miami Heat 87, San Antonio Spurs 104                            |  | AT&T Center, San Antonio Público: 18 581 Árbitros: Scott Foster, Marc Davis, Ken Mauer | ABC |
| 15 de junho 20:00 | Relatório | Placar por quarto: 29-22, 11-25, 18-30, 29-27                   |                                      |                                                                 |  | AT&T Center, San Antonio Público: 18 581 Árbitros: Scott Foster, Marc Davis, Ken Mauer | ABC |
| 15 de junho 20:00 | Relatório | Pts: LeBron James 31 Rbts: LeBron James 10 Asts: LeBron James 5 |                                      | Pts: Kawhi Leonard 22 Rbts: Kawhi Leonard 10 Asts: Boris Diaw 6 |  | AT&T Center, San Antonio Público: 18 581 Árbitros: Scott Foster, Marc Davis, Ken Mauer | ABC |

## Ocorrências notáveis
- O New Orleans Hornets oficialmente renomeou a sua franquia como New Orleans Pelicans para a temporada 2013–14.
- O Charlotte Bobcats anunciou oficialmente que a franquia será renomeada para Charlotte Hornets na temporada 2014-15. Isso fará retornar o nome Hornets para Charlotte pela primeira vez desde que o time, agora conhecido como Pelicans, se mudou de Charlotte para New Orleans após a temporada 2001–02.
- O Cleveland Cavaliers ganhou a 1ª escolha no Draft da NBA pela segunda vez em três anos, assim como pela quinta vez na história da franquia (1971, 1986, 2003 e 2011 foram as quatro vezes anteriores) e selecionou Anthony Bennett de UNLV.